# Sicklaö socken
Sicklaö socken i Södermanland ingick i Svartlösa härad, uppgick 1888 i Nacka socken och området är sedan 1971 en del av Nacka kommun.
Socknens areal var 16,7 kvadratkilometer varav 15,6 land.  År 1882 fanns här 912 invånare.  Sockenkyrka var en kyrksal i Danvikens hospital som låg i socknen liksom egendomarna Duvnäs, Henriksdal, Hammarby Järla och Skuru.

## Administrativ historik
Sicklaö var ursprungligen en del av Solna socken, och utbröts därur 1588 för att överföras till Brännkyrka socken och borde naturligen hört till Nacka kapellförsamling när dess kyrka blev klar 1695. Då det fanns en präst och kyrka vid Danvikens hospital som gärna ville få fler församlingsbor, så blev det efter ett antal turer så att enligt kungligt förordnade från 14 februari 1727 att de boende på Sicklaö samt på egendomen Hammarby, skulle höra till Danviken. Socknen och församlingen kallades också Danviks hospital och Sicklaö socken/församling.
Vid kommunreformen 1862 övergick socknens ansvar för de kyrkliga frågorna till Danviks hospital och Sicklaö församling och för de borgerliga frågorna till Sicklaö landskommun. Församlingen upplöstes 1 maj 1887 då ett område runt Danvikens hospital på 1,26 hektar överfördes till Katarina församling och huvuddelen till Nacka församling. 1888 uppgick landskommunen och jordebokssocknen i Nacka landskommun och Nacka socken som 1971 ombildades till Nacka kommun.
Socknen har tillhört län, fögderier, tingslag och domsagor enligt vad som beskrivs i artikeln Svartlösa härad.

## Geografi
Sicklaö socken omfattade Sicklaön närmast öster om Södermalm i Stockholm samt en mindre del (Hammarby) på nordöstra Södertörn. Socknen hade på senare halvan av 1800-talet en klippig skogbevuxen natur med ringa odlingsbygd.
Sätesgårdar var Stora Sickla (kungsgård), Järla gård, Svindersvik, Hammarby gård (säteri, överförd till Stockholms stad 1930), Duvnäs gård (säteri) och Skuru gård (Solsunda, säteri).

### Webbkällor
- Statistisk årsbok 1880 SCB